# Station Aberdeen
Aberdeen is een station van National Rail in Aberdeen City in Schotland. Het station is eigendom van Network Rail en wordt beheerd door ScotRail. 